# Dukla Liberec (volley-ball masculin)
Le Dukla Liberec est un club tchèque de volley-ball, basé à Liberec et évoluant au plus haut niveau national (Extraliga).

## Bilan sportif

### Palmarès
| Compétitions nationales | Compétitions internationales                    |
| - Championnat de République tchèque (4) : - Champion: 2001, 2003, 2015, 2016. - Vice-champion : 1998, 2000, 2004, 2005, 2007, 2010, 2012, 2014, 2019. - Coupe de République tchèque (11) : - Vainqueur : 1995, 2001, 2007, 2008, 2009, 2013, 2014, 2016, 2018, 2021, 2023. - Finaliste : 1993, 1996, 1999, 2006, 2010, 2015. - Supercoupe de Tchéquie (0) : - Finaliste : 2021. - Championnat de Tchécoslovaquie (8) : - Champion: 1960, 1961, 1963, 1973, 1975, 1976, 1980, 1983. - Coupe de Tchécoslovaquie (2) : - Vainqueur : 1975, 1992. | - Ligue des champions (1) : - Vainqueur : 1976. |

## Joueurs et personnalités du club

### Entraîneur
- 2003-2006 :  Petr Brom
- 2006-2009 :  Vladan Merta
- 2009-2022 :  Michal Nekola
- 2022- :  Martin Demar

### Joueurs emblématiques
- Petr Pesl (réceptionneur-attaquant, 2,00 m)
- Lukas Tichacek (passeur, 1,93 m)